# 格伊凯什·久洛
格伊凯什·久洛（匈牙利語：Glykais Gyula，1893年4月9日—1948年6月12日），出生于波马兹，匈牙利男子击剑运动员。他曾参加1928年和1932年夏季奥运会击剑比赛，共获得2枚金牌。

## 生平
1948年在塞克薩德去世。